# Rollspitz
Der Rollspitz ist ein 1239,7 m ü. NHN hoher Berg südwestlich von Wieden im Schwarzwald (Landkreis Lörrach). Er ist der markanteste Berg am Ostrand eines Hochgebietes, das sich nordwestlich an den Belchen (1414,3 m ü. NHN) anschließt und dessen Talmulden sich im Weiler Multen treffen. Der von Felsbildungen durchsetzte Osthang des Rollspitz fällt über 550 Meter ins Tal des Wiedenbachs ab.

## Reliefformen und Gestein
Die Multener Hochtäler werden im Norden gemeinsam eingefasst von einer Folge von Bergrücken, die im Westen mit dem Heidstein (1275 m ü. NHN) beginnt und über Dietschel und Hohtannen (1249 m ü. NHN) nach Osten bis zum Rollspitz verläuft. Ein südlicher Ausläufer des Rollspitz gipfelt im Brenntkopf (1189,1 m ü. NHN), bevor er steil ins Kerbtal des Aiternbachs abfällt.
Das einen knappen Hektar umfassende Gipfelplateau fällt nur nach Westen hin zu den Wiesen des Hintergrundes sanft ab. Die ansonsten steilen Abhänge sind in den oberen rund 200 Metern bewaldet und gehen nach unten hin in Weidfelder über. Besonders nach Osten hin sind die Steilhänge in unterschiedlichen Höhenlagen durch karartige Nischen gekammert und weisen bis zu 50 Meter hohe Felswände auf. Das gesamte Bergmassiv besteht aus Paragneisen. Im oberen Tal von Oberrollsbach östlich des Brenntkopfs künden hangparallele Flankengerinne und Blockanhäufungen in den Talwiesen von der Vergletscherung in den letzten Kaltzeiten. Nördlich des Rollspitz ist das Kar Fuchsgräble durch einen aufgestauten Fischteich im Karboden besonders augenfällig.
Während im westlichen Belchengebiet schon im frühen Mittelalter Bergbau betrieben wurde, gab es erst in der Bergbauepoche des 18. Jahrhunderts Versuche auf der Ostseite des Bergmassivs. 1770 untersuchten Tiroler Schurfhäuer Erzgänge auch am Rollspitz. Weiterer Abbau fand aber nur im Fußbereich des Massivs um Königshütte im Wiedenbachtal und im Aiternbachtal statt.

## Vegetation und Naturschutz
Die sanft geneigten Hänge sind überwiegend von Fichtenbeständen eingenommen, in den Steilhängen ist naturnaher Fichten-Tannen-Buchen-Mischwald erhalten. Der Wald im Gipfelbereich ist durch Sturmeinwirkung aufgelichtet. Im Schonwald Rollspitz soll der strukturreiche hochmontane Bergmischwald bewahrt werden, ebenso die Schluchtwälder der Blockhalden unter den Felswänden. Von Weidfeldern umschlossen ist der tiefer gelegene Bannwald Tannenboden, zugleich die einzige Kernzone des Biosphärengebiets Schwarzwald am Rollspitz. In der in den Nordhang eingesenkten Karmulde Fuchsgräble haben sich Flachmoore und am Weiher Röhrichte entwickelt.  Der Berg ist bis auf den Südhang einbezogen in das große Naturschutzgebiet Belchen und das noch ausgedehntere gleichnamige FFH-Gebiet.

## Erschließung und Tourismus
Der Rollspitz ist über die Kreisstraße 6341 und ab dem Wandererparkplatz am Sattel des Lückle wenig östlich des Passes Hohtannhöhe leicht zu erwandern. Von dort führt auch die steigungsintensive Panoramaloipe um den Rollspitz. Ein regionaler Wanderweg des Schwarzwaldvereins führt vom Wiedener Eck durch die abwechslungsreichen Osthänge im Grenzbereich zwischen Bergwald und den Wiesen und Weiden der Unterhänge, ein anderer westlich des Berges durch den Hintergrund zur Talstation der Belchen-Seilbahn. Der Gipfel bietet besonders über den Steilabstürzen nach Osten Ausblicke in das obere Wiesental.